# Muerte de Paulette Gebara Farah
La muerte de Paulette Gebara Farah fue un suceso mediático sobre la desaparición y fallecimiento sospechoso de una niña mexicana de cuatro años de edad. 
La madrugada del 22 de marzo de 2010, Paulette presuntamente desapareció de su recámara. Su familia comenzó una campaña de búsqueda a través de televisión, anuncios y redes sociales. Por el olor a putrefacción que comenzó a desprenderse la madrugada del 31 de marzo dentro de su cuarto, el cadáver de la infante fue descubierto envuelto en las sábanas de su cama y prensado entre el colchón y los pies de la misma. En ese lugar; su madre había dado entrevistas, expertos de diversas agencias y perros de búsqueda habían entrado, e incluso Amanda de la Rosa, amiga de la mamá de Paulette, durmió en la cama sin percatarse del cuerpo.
Su muerte se dictaminó como un accidente, y se concluyó que había fallecido durante la noche después de que rodara sobre la cama y terminara cayendo en el reducido espacio de la base del colchón, muriendo por «asfixia mecánica por obstrucción de las cavidades nasales y compresión tórax-abdominal». El 6 de abril de 2010, fue enterrada en el Panteón Francés de San Joaquín en Ciudad de México. Siete años después, sus restos fueron exhumados y cremados el 3 de mayo de 2017. 

## Biografía

### 2005-2009: primeros años
Paulette Gebara Farah nació el 20 de julio de 2005 en Huixquilucan, Estado de México, siendo la hija menor de Lizette Farah y Mauricio Gebara, y hermana de Lisette Gebara Farah «Chezz».
Padecía dos afecciones que la volvían discapacitada, deficiencia motriz y trastorno del lenguaje, las cuales de acuerdo con su madre, eran resultado de haber nacido prematuramente. Un derrame en el lado izquierdo de su cerebro le provocó ambos padecimientos, pero no contaba con retraso mental ni con otra enfermedad cognitiva. A pesar de que sus doctores pronosticaban que difícilmente podría caminar, la equinoterapia le ayudó a mejorar su capacidad motriz, por lo que solamente requería de ayuda para poder vestirse.

### 2009-2010: vida estudiantil
Cerca de 2009, a los cuatro años, comenzó su educación preescolar en el jardín de niños «Kri-Kri», ubicado en Interlomas, Naucalpan de Juárez. Carmen Valles, directora de la institución, la describió como «una pequeña entusiasta que hacía el mayor esfuerzo por realizar sus actividades por ella misma y a quien sólo debían asistir, debido a su discapacidad motriz y de lenguaje, en algunas acciones cotidianas». Valles comentó que Paulette primeramente fue colocada en terapias encaminadas con el fin de mejorar su lenguaje, para que con el tiempo, lograra adaptarse y fuera incorporada a un grupo regular de estudiantes en el que «tenía un desempeño favorable». También dijo que sus padres acudían constantemente a las actividades relacionadas con la educación de su hija, sin embargo, desconocía el tipo de terapias que realizaba la niña en horarios fuera de la escuela para poder mejorar sus discapacidades tanto de lenguaje como motriz, declarado lo siguiente:

«Cuando Paulette llegó el año pasado a estimulación temprana, estuvimos trabajando mucho para que comenzara a hablar y debido a su problema de lenguaje cuando aprendía a decir su nombre sólo podía decir Po y así es como la llamamos».

Adicionalmente añadió que antes de que se reportara su desaparición, Paulette dejó de asistir a la escuela desde el 12 de marzo, y un día después se les notificó que estaba enferma pero no les dieron detalles para saber que le sucedía, ni cuando regresaría.

## Cronología

### Desaparición
La noche del domingo 21 de marzo de 2010, Paulette llegó con su hermana y su padre a su apartamento ubicado en Huixquilucan, Estado de México, después de que los tres salieran a Valle de Bravo. La madre de las niñas esperaba su llegada para meterlas y prepararlas para dormir, y así fue como lo hizo. Esa noche fue el supuesto último día en que se vio a la niña, ya que durante la madrugada del lunes 22 de marzo, desapareció «misteriosamente». A la mañana siguiente, Erika, una de las nanas que trabajaba cuidando de las dos hermanas, fue a despertarla para llevarla a la escuela y fue ahí donde se notó su desaparición, notificándole a su mamá, Lizette, lo que las llevó a iniciar una búsqueda en el edificio donde vivían. Su padre, Mauricio, notificó a su hermana de la desaparición de Paulette, y después le informaría a las autoridades de Huixquilucan. Más tarde, el alcalde lo notificó al fiscal general del Estado de México.
Su familia buscó por todo el departamento y el edificio, pero Farah nunca apareció. No hubo señales que dieran a indicios de un robo, o un secuestro; las chapas de las puertas estaban intactas, así como las ventanas y todos los accesos a la residencia. El complejo de viviendas tenía vigilancia, pero nadie vio nada; «no podía salir sola», dijeron, porque tenía una discapacidad motora y del lenguaje.

### Búsqueda y declaraciones falsas
Por la tarde, la Procuraduría General de Justicia del Estado de México difundió un cartel con una foto de Paulette y algunos datos sobre ella. La tía de Paulette, Arlette Farah, envió correos y subió la foto de la niña a las redes sociales, donde las noticias se difundieron con gran velocidad y los cibernautas desencadenaron una búsqueda masiva. Por la noche, Lizette Farah llamó al presunto secuestrador, pidió que le devolvieran a su hija, que la dejaran en un centro comercial o un lugar abarrotado y aseguró, en televisión, que no habría represalias. En el video, Lizette no lloró, pero parecía nerviosa. Después de la notificación, distribuyó folletos con la cara de Paulette; ordenó poner la imagen en espectaculares, anuncios en televisión y transporte público.
Mauricio Gebara también apareció en los medios pidiendo que le devolvieran a su hija, recordó que había salido a trabajar la mañana del lunes 22 de marzo, cuando aparentemente Paulette había desaparecido. El 29 de marzo, la Procuraduría General de Justicia del Estado de México comunicó que arraigaría a Mauricio Gebara, Lizette Farah y a las hermanas Erika y Martha Casimiro, niñeras de Paulette, por falsedades e inconsistencias en las declaraciones.

«Cada uno de ellos en un momento dado ha falseado su declaración, lo cual ha dificultado conocer la verdad de los hechos y esclarecer una línea de investigación firme»
Comentario dicho por el entonces procurador Alberto Bazbaz.

El 30 de marzo, los padres de Paulette pasaron unas horas en la Procuraduría Mexiquense y luego fueron trasladados a un hotel donde cumplirían su arraigo, ese mismo día, los expertos de la unidad colocaron mantas en el hogar para llevar a cabo la reconstrucción de los eventos con la presencia de los padres.

### Descubrimiento de su cuerpo y autopsia
En la madrugada del 31 de marzo, el cuerpo de Paulette fue encontrado en su propia habitación, donde anteriormente los expertos habían entrado con perros entrenados, y donde además, su madre había dado entrevistas. Adicionalmente, una mujer de nombre Amanda de la Rosa, quien era amiga de Lizette Farah, durmió durante 4 noches en esa cama y por esta razón fue considerada como sospechosa para posteriormente ser detenida. De esa detención, además de la también búsqueda para poder proceder con otro arresto en contra de un instructor de gimnasio que Lizette conocía y con quien realizó un viaje a Los Cabos dos días antes de la desaparición de la niña, no resultó ningún cargo judicial. La razón fue porque se concluyó que la infante había muerto debido a un accidente, con la causa de muerte siendo descrita como «asfixia mecánica debido a la obstrucción de las cavidades nasales y compresión tórax-abdominal», esto fue informado de manera oficial por el entonces procurador, Alberto Bazbaz.
La autopsia que se le realizó reveló lo siguiente; tenía una tela ortopédica sobre la boca que se le colocaba cada noche para evitar que la tuviera abierta mientras dormía, sus restos no fueron manipulados después de fallecer, ingirió alimentos al menos cinco horas antes de su muerte, el cadáver presentaba dos segmentos de tela adhesiva rectangulares en posición vertical sobre ambas mejillas, además de señas de un golpe en el codo y rodilla izquierdos, no contaba con signos de violencia física o sexual, y tampoco se encontraron rastros de drogas o sustancias tóxicas en su sistema que pudieran haber afectado su conciencia. La misma necropsia estableció que su fallecimiento se registró entre cinco y nueve días antes de que fuera realizado el análisis, del cual se informó el 31 de marzo, aunque no lograron revelar la fecha y hora exactas de su deceso.
La conclusión fue que Paulette, «por sus propios medios», rodó sobre la cama y accidentalmente cayó de cabeza en el pequeño espacio de la base del colchón, donde murió asfixiada y permaneció durante nueve días sin ser notada por las muchas personas que estuvieron en el cuarto.

### Eventos posteriores

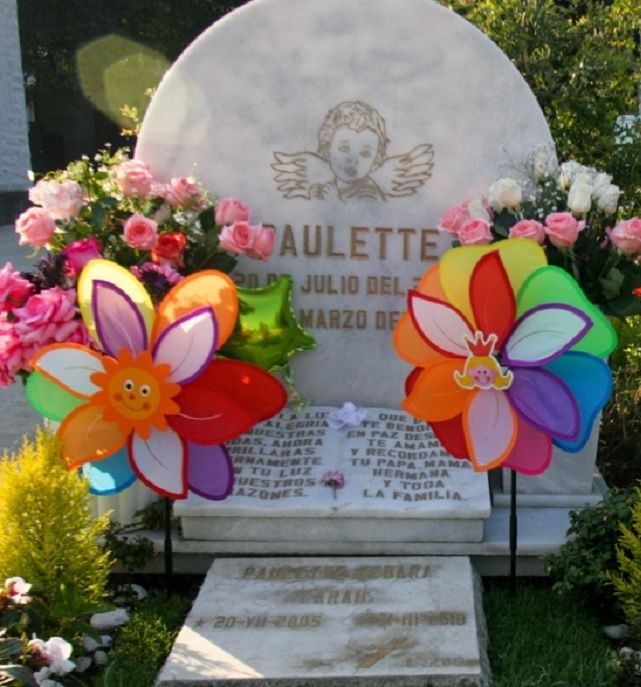
Tumba en la que Gebara fue enterrada dentro del Panteón Francés de San Joaquín, ubicado en Ciudad de México. Ahí permaneció durante siete años, antes de ser exhumada y cremada en 2017.

El 3 de abril, la madre de Paulette inició un juicio de amparo contra el arraigo al afirmar que ella no había intervenido en los eventos que causaron la muerte de su hija. Bazbaz, con ayuda de una psicóloga, determinaron que la señora Farah sufría el padecimiento de trastorno de personalidad, esta conclusión fue hecha debido a sus constantes entrevistas en las cuales se mostraba «tranquila, fría y distante», así como no verse afectada por la situación que en ese momento se encontraba viviendo «al no llorar ni reaccionar como se espera que lo haga una madre», ensayar con el equipo de producción antes de realizar una declaración para un programa y hacer comentarios fuera de lugar como; «Ya estoy llegando a una conclusión de que se la llevaron los ovnis». Todo esto la llevó a convertirse en sujeto de acusación formal, volviéndose la principal sospechosa del caso.
El día 4, un juez concedió libertad a los padres y niñeras de Paulette. Mauricio salió del hotel donde estaba arraigado a las 10:20, Lizette a las 11:00 horas, y las niñeras Erika y Martha al mediodía. Ninguno pudo salir del país porque las investigaciones continuaron. El día 5, en entrevistas separadas, los padres entraron en una guerra de acusaciones verbales. Lizette aseguraba que su marido la culpó de la muerte de Paulette y Mauricio decía que su fallecimiento no podía haber sido solo un accidente y que no iba a «meter las manos al fuego por su esposa». Al día siguiente, el cuerpo de Paulette fue enterrado en el Panteón Francés de San Joaquín localizado en Ciudad de México. La procesión fúnebre fue encabezada por su madre sin ningún miembro de la familia Gebara estando en asistencia debido a un «acuerdo». El día 7, la familia Gebara le negó a Lizette ver a su otra hija, quien se había quedado con la familia de su padre desde el domingo 4 de ese mes. Sus compañeros y figuras de autoridad en el jardín de niños «Kri-Kri» la despidieron en una ceremonia póstuma el día 12.
El 10 de mayo, el procurador general del entonces conocido Distrito Federal, quien también colaboró en el caso a pedido de su contraparte en el Estado de México, otorgó la custodia de la hermana de Paulette a su madre, quien había interpuesto una denuncia contra su esposo exigiendo la custodia de la niña. El día 26, aunque Alberto Bazbaz había defendido la investigación y conclusiones del caso, renunció a su cargo como titular de la Procuraduría General de Justicia del Estado de México diciendo que una Procuraduría necesita confianza para actuar con eficacia y la dependencia a su cargo la había perdido por los cuestionamientos de su actuación en las pesquisas de la muerte de Paulette Gebara Farah.
Siete años después, el 3 de mayo de 2017, el cuerpo de Paulette fue exhumado y cremado ya que las autoridades consideraron que sus restos ya no eran evidencia para la investigación del caso.

## Controversias

### Declaraciones de sus nanas
Erika y Martha Casimiro, eran las nanas que trabajaban con la familia para cuidar a Paulette. Ellas aseguraron que el cuerpo de la niña no estuvo en su habitación desde el día en que desapareció, ambas mujeres dijeron que Paulette nunca se cayó de la cama y que era imposible que su cadáver haya estado debajo del colchón desde el 22 de marzo, cuando sus padres reportaron su desaparición.

### Grabación entre su madre y su hermana mayor
Durante la investigación del caso una grabación presentada por el periodista Salvador Maceda para el noticiero Fuerza Informativa Azteca, exponía una conversación entre Lizette Farah y su hija mayor, donde parecía que la estaba regañando diciéndole lo que debía declarar al respecto de la desaparición de su hermana con las siguientes palabras:

«– Sí, no vayas a decir nada, nada más diles que estamos muy tristes porque tu hermanita se perdió. Es todo lo que tienes que decir. 
– ¿Por qué mamá? 
– Es todo lo que tienes que decir mamita porque si no se empiezan a... malinterpretar las cosas, nos pueden acusar de que nosotros nos la robamos, o que tú la empujaste afuera para perderla, entonces tú mejor no digas nada ¿ok? porque no sabemos nada».

Farah negó esto diciendo que la grabación había sido editada para que sonara como si ella estuviese diciéndole a su hija que ocultara información. Sin embargo, más tarde aceptó que estas fueron las palabras que le dijo a su hija, argumentando que sí había dicho eso pero no en el contexto en que había sido mostrado.

### Lizette Farah
Su madre fue criticada y se vio envuelta en controversia durante el caso por no verse afectada con la desaparición de su hija, haciendo comentarios como «Harry Potter... o qué?» (dando a entender que su desaparición pudo ser debido a este personaje de libros), además de dar entrevistas en las que se mostraba «triste» y «llorando», pero en realidad parecía que solo actuaba. Tras la conclusión del caso, en 2012 Lizette volvió a ser criticada cuando se difundieron fotografías en las que se le veía en fiestas conviviendo con algunas de sus amistades, sin mostrarse dolida por la muerte de su hija, ocurrida dos años atrás.

### Pijama que Paulette llevaba puesta
En 2010, un video publicado en YouTube con el título «El extraño caso de la pijama de Paulette», mostraba fotografías del cadáver de la niña, donde se apreciaba que estaba vestida con una pijama, la misma que apareció limpia y doblada durante una entrevista que su madre concedió dentro del cuarto de Paulette a un noticiero de la televisora TV Azteca. Sin embargo, una de sus nanas confirmó que la pijama con la que aparecía vestida, era la misma que llevaba puesta la noche del 21 de marzo.

## En la cultura popular
En 2010, Amanda de la Rosa publicó el libro ¿Dónde está Paulette?, donde relató su sentir al estar de forma tan cercana al caso. Su obra fue mal recibida, e incluso llegó ser descrita como «oportunista por aprovecharse de la situación» y del entonces aún reciente deceso de la infante.
En 2014, su historia fue adaptada ficticiamente para la película La dictadura perfecta.
En 2020, la empresa de streaming Netflix produjo la serie Historia de un crimen: La búsqueda, centrada en el incidente, dramatizando como es que las cosas pudieron haberse dado en la vida real.